# Кінтана-дель-Кастильйо
Кінтана-дель-Кастильйо (ісп. Quintana del Castillo) — муніципалітет в Іспанії, у складі автономної спільноти Кастилія-і-Леон, у провінції Леон. Населення — 909 осіб (2010).
Муніципалітет розташований на відстані близько 320 км на північний захід від Мадрида, 39 км на захід від Леона.
На території муніципалітету розташовані такі населені пункти: (дані про населення за 2010 рік)
- Абано: 37 осіб
- Кастро-де-Сепеда: 24 особи
- Донільяс: 62 особи
- Ескуредо: 38 осіб
- Феррерас: 158 осіб
- Морріондо: 64 особи
- Паласіосміль: 24 особи
- Кінтана-дель-Кастильйо: 103 особи
- Ріофріо: 191 особа
- Сан-Феліс-де-лас-Лавандерас: 35 осіб
- Ла-Вегельїна: 38 осіб
- Вільямека: 89 осіб
- Вільярмер'єль: 46 осіб

## Демографія
Динаміка населення (INE ):